# Wight
Het eiland Wight (Isle of Wight; IPA: /ˈaɪl əv ˈwaɪt/) is een eiland en ceremonieel graafschap en een district en een Unitaire autoriteit voor de zuidkust van Engeland. Het eiland ligt in het Kanaal en wordt van Engeland gescheiden door de zeestraat de Solent. Aan de overkant ligt Southampton. De hoofdstad is Newport.
Het eiland, dat ongeveer 142.000 inwoners telt, meet 380 km² en is daarmee het grootste eiland van Engeland. Het is ook ongeveer even groot als het Engelse graafschap Rutland. Rutland en Wight zijn (op twee stadsdistricten met county-status na) de kleinste ceremoniële graafschappen van Engeland. Hun oppervlakte scheelt zo weinig dat Wight bij vloed kleiner en bij eb groter is dan Rutland.
Het landschap is gevarieerd en wordt gekenmerkt door een van oost naar west lopende kalksteenrug. Opvallend zijn The Needles, drie 30 m hoge krijttorens die vlak voor de westkust in zee staan. Aan de noordzijde van het eiland zijn verschillende zeearmen.
Wight is vanaf het vasteland van Engeland te bereiken via geregelde veerdiensten vanuit Lymington, Southampton en Portsmouth.
Het eiland is populair bij toeristen, zowel Engelse als internationale. Veel dagjesmensen maken gebruik van de veerdiensten voor een kort bezoek. Het eiland heeft ook een van de kortste spoorwegverbindingen van Groot-Brittannië. De Island Line telt nog geen 14 kilometer en de treinen zijn oude metrorijtuigen uit Londen.

## Geschiedenis
Het eiland werd in de vroege middeleeuwen bezet door de Juten. Na de 7e eeuw kwam het in bezit van verschillende rijken (Wessex, Sussex, Denemarken). Hoewel het eiland in verhouding vrij dicht bij Normandië ligt was bij de Normandische verovering van Engeland na 1066 het eiland het laatste gebied in Engeland dat uiteindelijk door Willem de Veroveraar werd ingenomen. Tijdens de Honderdjarige Oorlog plunderden in 1377 Franse troepen grote delen van het eiland.
Het eiland maakte oorspronkelijk deel uit van Hampshire, maar sinds 1890 vormt het een eigen graafschap (aanvankelijk alleen bestuurlijk, later ook ceremonieel). Sinds 1972 was het verdeeld over twee districten: Medina (Newport, Ryde en Cowes, genoemd naar de gelijknamige rivier) en South Wight (de rest van het eiland). In 1995 werden deze districten opgeheven, Wight werd toen een 'unitary authority'.

## Evenementen
Op dit eiland wordt het Isle of Wight Festival gehouden. Beroemd is ook de jaarlijkse zeilwedstrijd Cowes Week, die in augustus wordt gehouden en veel bezoekers trekt. Er zijn ook verschillende andere culturele festivals, vooral in de zomermaanden.

## Civil parishesin district Isle of Wight
Arreton, Bembridge, Brading, Brighstone, Calbourne, Chale, Chillerton and Gatcombe, Cowes, East Cowes, Fishbourne, Freshwater, Godshill, Gurnard, Havenstreet and Ashey, Lake, Nettlestone and Seaview, Newchurch, Newport, Niton and Whitwell, Northwood, Rookley, Ryde, Sandown, Shalfleet, Shanklin, Shorwell, St Helens, Totland, Ventnor, Whippingham, Wootton Bridge, Wroxall, Yarmouth.
Ryde is de grootste plaats op het eiland, gevolgd door Newport.
Arreton · Bembridge · Brading · Brighstone · Calbourne · Chale · Cowes · East Cowes · Fishbourne · Freshwater · Gatcombe · Godshill · Gurnard · Havenstreet and Ashey · Lake · Nettlestone and Seaview · Newchurch · Newport · Niton and Whitwell · Northwood · Rookley · Ryde · Sandown · Shalfleet · Shanklin · Shorwell · St Helens · Totland · Ventnor · Whippingham · Wootton Bridge · Wroxall · Yarmouth
Bedfordshire · Berkshire · City of Bristol · Buckinghamshire · Cambridgeshire · Cheshire · Cornwall · Cumbria · Derbyshire · Devon · Dorset · Durham · East Riding of Yorkshire · East Sussex · Essex · Gloucestershire · Greater London · Greater Manchester · Hampshire · Herefordshire · Hertfordshire · Isle of Wight · Kent · Lancashire · Leicestershire · Lincolnshire · City of London · Merseyside · Norfolk · Northamptonshire · Northumberland · North Yorkshire · Nottinghamshire · Oxfordshire · Rutland · Shropshire · Somerset · South Yorkshire · Staffordshire · Suffolk · Surrey · Tyne and Wear · Warwickshire · West Midlands · West Sussex · West Yorkshire · Wiltshire · Worcestershire
Overig: Stedelijke en niet-stedelijke graafschappen · Traditionele graafschappen
Bath and North East Somerset* · Bedfordshire · Berkshire · Blackburn & Darwen* · Blackpool* · Bournemouth* · Brighton & Hove* · Bristol* · Buckinghamshire · Cambridgeshire · Cheshire · Cornwall · Cumbria · Darlington* · Derby* · Derbyshire · Devon · Dorset · Durham · East Riding of Yorkshire* · East Sussex · Essex · Gloucestershire · Greater London · Greater Manchester · Halton* · Hampshire · Hartlepool* · Herefordshire* · Hertfordshire · Hull* · Isle of Wight* · Kent · Lancashire · Leicester* · Leicestershire · Lincolnshire · Luton* · Medway* · Merseyside · Middlesbrough* · Milton Keynes* · Norfolk · Northamptonshire · Northumberland · North East Lincolnshire* · North Lincolnshire * · North Somerset* · North Yorkshire · Nottingham* · Nottinghamshire · Oxfordshire · Peterborough* · Plymouth* · Poole* · Portsmouth* · Redcar & Cleveland* · Rutland* · Shropshire · Somerset · Southend-on-Sea* · Southampton* · South Gloucestershire* · South Yorkshire · Staffordshire · Stockton-on-Tees* · Stoke-on-Trent* · Suffolk · Surrey · Swindon* · Telford & Wrekin* · Thurrock* · Torbay* · Tyne & Wear · Warrington* · Warwickshire · West Midlands · West Sussex · West Yorkshire · Wiltshire · Worcestershire · York* 
Overig: Ceremoniële graafschappen · Traditionele graafschappen